# Eisenstadt
Eisenstadt ([ˈaɪ̯zn̩ʃtat]; en húngaro: Kismarton, en croata: Željezni grad, Željezno, en esloveno: Železno) es una ciudad de Austria y es la capital del estado federado de Burgenland. Tiene una población de 14.241 habitantes (2016). Eisenstadt se encuentra en una llanura que desciende hasta el río Wulka, al sur de la sierra conocida como la Leithagebirge, a unos 12 km de la frontera húngara. 

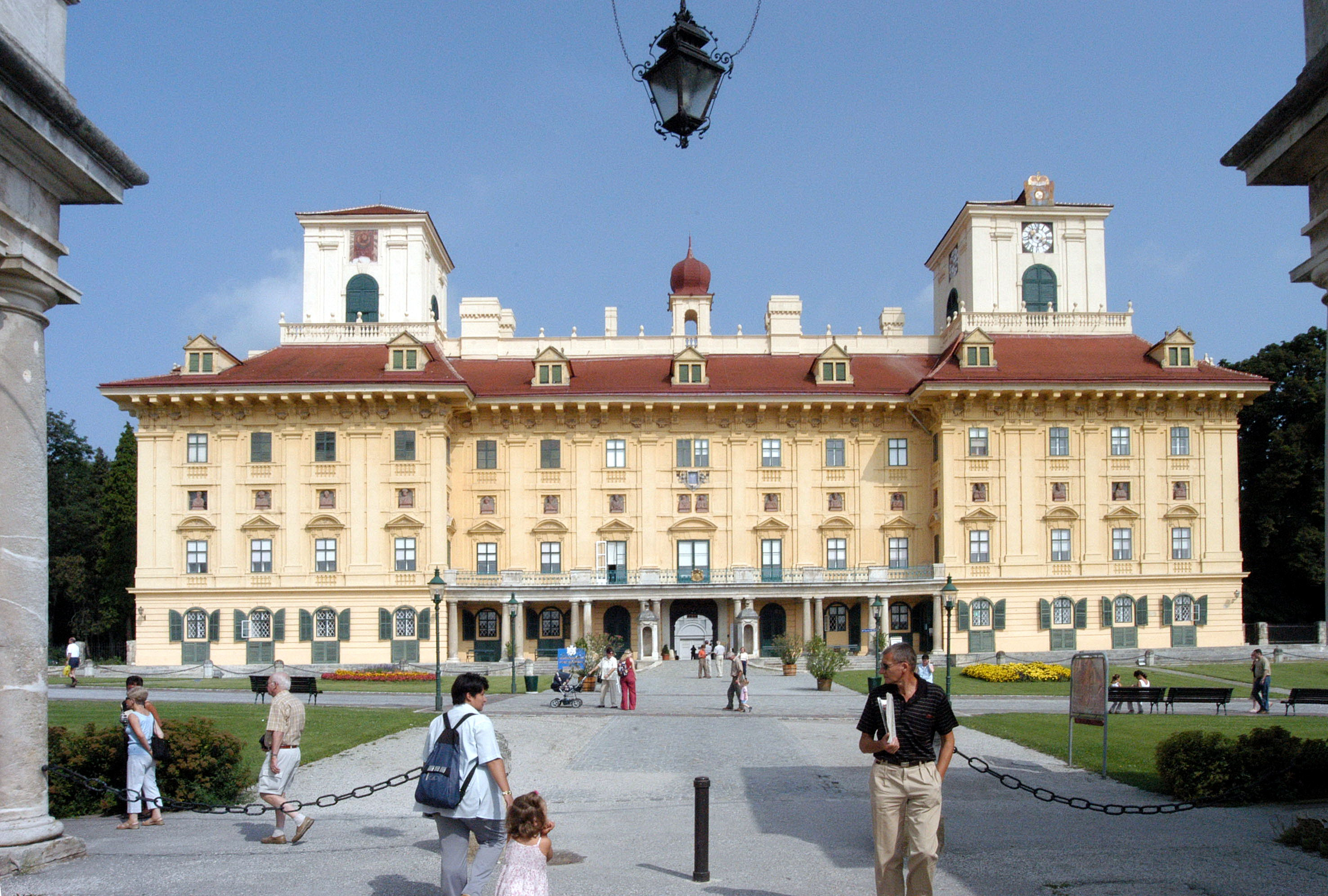
Vista del Castillo Esterházy

## Personas destacadas
- Joseph Weigl (1766-1846), compositor de música clásica y ópera.
- Paul Iby (1935–), obispo de Eisenstadt.